# Ginnastica ai Giochi della XXXII Olimpiade - Concorso a squadre maschile
Il concorso a squadre maschile di ginnastica artistica ai Giochi di Tokyo 2020 si è svolto all'Ariake Gymnastics Centre il 26 luglio. Hanno il diritto di partecipare alla gara le squadre che si sono classificate tra le prime otto posizioni durante le qualificazioni. Al contrario della giornata di qualificazione, in questa competizione vale il modulo 4-3-3: partecipano quindi quattro ginnasti per nazione, tre salgono su ogni attrezzo e vengono conteggiati tutti i risultati.

## Squadre vincitrici
| Oro                                                                 | Argento                                                              | Bronzo                                             |
| ROC Denis Abljazin David Beljavskij Artur Dalalojan Nikita Nagornyj | Giappone Daiki Hashimoto Kazuma Kaya Takeru Kitazono Wataru Tanigawa | Cina Lin Chaopan Sun Wei Xiao Ruoteng Zou Jingyuan |

## Qualificazioni
| Pos. | Nazione       | Ginnasti                                                           | Punteggio |
| ---- | ------------- | ------------------------------------------------------------------ | --------- |
| 1    | Giappone      | Daiki Hashimoto, Kazuma Kaya, Takeru Kitazono, Wataru Tanigawa     | 262.251   |
| 2    | Cina          | Lin Chaopan, Sun Wei, Xiao Ruoteng, Zou Jingyuan                   | 262.061   |
| 3    | ROC           | Denis Abljazin, David Beljavskij, Artur Dalalojan, Nikita Nagornyj | 261.945   |
| 4    | Stati Uniti   | Brody Malone, Sam Mikulak, Yul Moldauer, Shane Wiskus              | 256.761   |
| 5    | Gran Bretagna | Joe Fraser, James Hall, Giarnni Regini-Moran, Max Whitlock         | 256.594   |
| 6    | Germania      | Lukas Dauser, Nils Dunkel, Philipp Herder, Andreas Toba            | 249.929   |
| 7    | Svizzera      | Christian Baumann, Pablo Brägger, Benjamin Gischard, Eddy Yusof    | 249.193   |
| 8    | Ucraina       | Illja Kovtun, Petro Pachnjuk, Ihor Radivilov, Yevgen Yudenkov      | 247.492   |

## Risultati
| Posizione | Squadra              | Corpo libero | Cavallo | Anelli | Volteggio | Parallele | Sbarra | Totale  |
| --------- | -------------------- | ------------ | ------- | ------ | --------- | --------- | ------ | ------- |
| Oro       | ROC                  | 42.632       | 43.140  | 44.399 | 44.765    | 45.099    | 42.465 | 262.500 |
| Oro       | Denis Abljazin       | 13.900       | —       | 15.033 | 14.866    | —         | —      | 262.500 |
| Oro       | David Beljavskij     | —            | 14.841  | —      | —         | 15.333    | 14.166 | 262.500 |
| Oro       | Artur Dalalojan      | 14.066       | 13.833  | 14.666 | 14.933    | 14.600    | 13.933 | 262.500 |
| Oro       | Nikita Nagornyj      | 14.666       | 14.466  | 14.700 | 14.966    | 15.166    | 14.366 | 262.500 |
| Argento   | Giappone             | 43.700       | 43.566  | 42.433 | 44.232    | 44.666    | 43.800 | 262.397 |
| Argento   | Daiki Hashimoto      | 14.600       | 14.800  | 13.833 | 14.833    | —         | 15.100 | 262.397 |
| Argento   | Kazuma Kaya          | —            | 14.566  | 14.100 | —         | 15.000    | 14.200 | 262.397 |
| Argento   | Takeru Kitazono      | 14.600       | 14.200  | —      | 14.166    | 15.000    | 14.500 | 262.397 |
| Argento   | Wataru Tanigawa      | 14.500       | —       | 14.500 | 15.233    | 14.666    | —      | 262.397 |
| Bronzo    | Cina                 | 42.132       | 43.966  | 43.599 | 44.332    | 45.199    | 42.666 | 261.894 |
| Bronzo    | Lin Chaopan          | 13.166       | —       | —      | 14.733    | —         | 14.133 | 261.894 |
| Bronzo    | Sun Wei              | 14.366       | 15.000  | 14.233 | 14.866    | 14.800    | 14.200 | 261.894 |
| Bronzo    | Xiao Ruoteng         | 14.600       | 14.166  | 14.366 | 14.733    | 14.933    | 14.333 | 261.894 |
| Bronzo    | Zou Jingyuan         | —            | 14.800  | 15.000 | —         | 15.466    | —      | 261.894 |
| 4         | Gran Bretagna        | 42.432       | 43.632  | 41.833 | 43.032    | 42.932    | 41.899 | 255.760 |
| 4         | Joe Fraser           | 13.866       | 14.666  | 14.500 | 14.133    | 14.666    | 14.333 | 255.760 |
| 4         | James Hall           | 14.033       | 14.000  | 13.600 | 14.233    | 13.100    | 14.200 | 255.760 |
| 4         | Giarnni Regini-Moran | 14.533       | —       | 13.733 | 14.666    | 15.166    | —      | 255.760 |
| 4         | Max Whitlock         | —            | 14.966  | —      | —         | —         | 13.366 | 255.760 |
| 5         | Stati Uniti          | 39.965       | 42.099  | 42.166 | 42.899    | 44.266    | 43.199 | 254.594 |
| 5         | Brody Malone         | —            | 14.000  | 14.100 | 14.233    | —         | 14.633 | 254.594 |
| 5         | Sam Mikulak          | 12.133       | 13.733  | —      | 14.466    | 15.000    | 14.566 | 254.594 |
| 5         | Yul Moldauer         | 14.366       | 14.366  | 13.900 | 14.200    | 14.566    |        | 254.594 |
| 5         | Shane Wiskus         | 13.466       | —       | 14.166 | —         | 14.700    | 14.000 | 254.594 |
| 6         | Svizzera             | 42.066       | 41.099  | 40.298 | 41.999    | 44.066    | 41.399 | 250.927 |
| 6         | Christian Baumann    | —            | —       | 13.166 | —         | 14.600    | 13.966 | 250.927 |
| 6         | Pablo Brägger        | 14.233       | 13.400  | 13.466 | 13.833    | 14.833    | 13.933 | 250.927 |
| 6         | Benjamin Gischard    | 14.000       | 13.866  | —      | 14.000    | —         | —      | 250.927 |
| 6         | Eddy Yusof           | 13.833       | 13.833  | 13.666 | 14.166    | 14.633    | 13.500 | 250.927 |
| 7         | Ucraina              | 41.232       | 39.999  | 40.866 | 41.499    | 42.233    | 40.565 | 246.394 |
| 7         | Illja Kovtun         | 13.800       | 14.200  | —      | —         | 13.233    | 14.433 | 246.394 |
| 7         | Petro Pachnjuk       | 13.466       | 12.266  | 12.533 | 13.233    | 15.200    | 13.466 | 246.394 |
| 7         | Ihor Radivilov       | —            | —       | 14.633 | 14.600    | —         | —      | 246.394 |
| 7         | Yevgen Yudenkov      | 13.966       | 13.533  | 13.700 | 13.666    | 13.800    | 12.666 | 246.394 |
| 8         | Germania             | 34.832       | 39.200  | 40.333 | 42.366    | 42.765    | 38.999 | 238.495 |
| 8         | Lukas Dauser         | 11.500       | 12.100  | —      | 13.700    | 15.466    | 13.600 | 238.495 |
| 8         | Nils Dunkel          | —            | 13.700  | 13.600 | —         | 12.733    | 13.033 | 238.495 |
| 8         | Philipp Herder       | 11.866       | —       | 13.200 | 14.333    | 14.566    |        | 238.495 |
| 8         | Andreas Toba         | 11.466       | 13.400  | 13.533 | 14.333    | —         | 12.366 | 238.495 |